# Ilya Prigogine

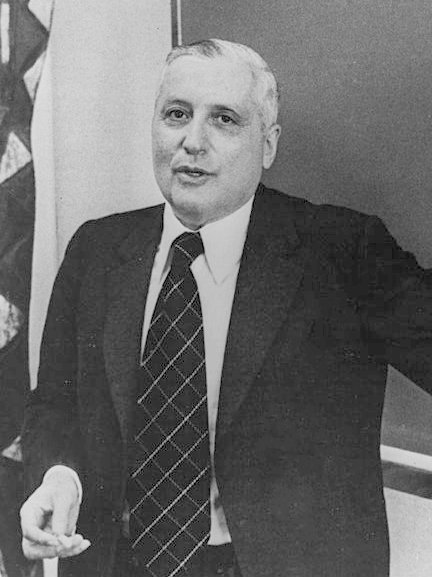
Ilya Prigogine (1977)

Ilya Prigogine (russisch Илья Романович Пригожин / Ilja Romanowitsch Prigoschin, wiss. Transliteration Il’ja Romanovič Prigožin; * 12. Januarjul. / 25. Januar 1917greg. in Moskau; † 28. Mai 2003 in Brüssel) war ein russisch-belgischer Physikochemiker, Philosoph und Nobelpreisträger. Seine Arbeiten über dissipative Strukturen, Selbstorganisation und Irreversibilität haben einen nachhaltigen Einfluss ausgeübt.

## Leben
Wenige Monate vor der Russischen Revolution wurde Ilya Prigogine in Moskau in einer jüdischen Familie geboren. Sein Vater Ruwim Abramowitsch Prigoschin war Chemieingenieur, am Moskauer Polytechnikum, seine Mutter Julia Leiwikowny Wichman eine Pianistin. Sein älterer Bruder war Alexandre Prigogine. Weil die Familie dem neuen Sowjetsystem kritisch gegenüberstand, verließ sie 1921 Russland. Zunächst zogen sie nach Litauen, ab 1922 lebten sie in Deutschland, 1929 zogen sie nach Belgien. 1949 nahm Prigogine die belgische Staatsbürgerschaft an.
Prigogine studierte Chemie an der Université libre de Bruxelles in Belgien, wo er 1950 Professor wurde. Ab 1959 lehrte er an der University of Texas at Austin und als Direktor der Instituts Internationaux de Physiques et de Chimie. 1960 wurde er in die American Academy of Arts and Sciences gewählt, 1967 in die National Academy of Sciences. Von 1961 bis 1966 hatte er eine Professur an der University of Chicago inne. Ab 1967 kehrte er nach Austin zurück und leitete als Direktor das Center for Statistical Mechanics and Thermodynamics.
Für seine Studien zur irreversiblen Thermodynamik erhielt er 1976 die Rumford Medal und 1977 den Nobelpreis für Chemie. 1989 wurde er in den belgischen Adelsstand erhoben, ihm wurde der Titel Vicomte verliehen. Ilya Prigogine ist Stifter der International Commission on Distance Education, einer weltweit agierenden Akkreditierungsagentur für Fernstudien. Darüber hinaus war er ab 1970 gewähltes Mitglied in der Deutschen Akademie der Naturforscher Leopoldina, deren Cothenius-Medaille er 1975 erhielt, und in der Göttinger Akademie der Wissenschaften.

## Werk

### Naturwissenschaftliche Forschungen
Prigogines Forschungen als Chemiker konzentrierten sich auf den Bereich der Thermodynamik. Die Gesetze der statistischen Mechanik von Boltzmann beschreiben die Zunahme der Entropie in geschlossenen Systemen (mikroskopische Beschreibung des Zweiten Hauptsatzes der Thermodynamik). Damit können zwar viele physikalische Phänomene erklärt werden, nicht aber das Zustandekommen von komplexeren, stabilen Strukturen in Nichtgleichgewichtssystemen wie sie beispielsweise im Bénard-Experiment beobachtet werden. Insbesondere das Vorhandensein von Leben scheint den thermodynamischen Gesetzmäßigkeiten zu widersprechen, weil Organismen Ungleichgewichte wie Konzentrations- und Temperaturunterschiede erhalten und Ordnung aufbauen können, anstatt der Entropiezunahme zu verfallen. Dazu müssen sie einen ständigen Energieumsatz aufrechterhalten (ein sogenanntes offenes System im Gegensatz zu geschlossenen Systemen der klassischen Thermodynamik).
Basierend unter anderem auf den Arbeiten von Lars Onsager wandte Prigogine erstmals die Thermodynamik auf Systeme fern vom thermodynamischen Gleichgewicht an. Im Durchfluss von Energie, der ein System vom Gleichgewicht fernhält, herrschen Bedingungen, die Ordnung und stabile Strukturen entstehen lassen können, die sogenannten dissipativen Strukturen. Am Beispiel chemischer Uhren, in denen sich Moleküle kohärent verhalten, dem Glycolysezyklus und anderen geordneten und ordnenden chemischen Systemen, die in verschiedenen Ausprägungen charakteristisch für die chemische Ebene von Organismen sind, konnte Prigogine die Entstehung höherer Ordnungsniveaus aus einfachen, chaotischen Grundzuständen mathematisch beschreiben. Für diese Arbeit erhielt Prigogine 1977 den Nobelpreis für Chemie.

### Vom Sein zum Werden
Mit seiner Autobiographie, die er im Zusammenhang mit der Nobelpreisverleihung verfasst hat, wandte sich Prigogine der Philosophie zu. Er setzte sich etwa in seinen gemeinsam mit der Philosophin Isabelle Stengers verfassten Büchern Dialog mit der Natur und Das Paradox der Zeit unter anderem mit Aristoteles, René Descartes, Immanuel Kant, Martin Heidegger, Alfred North Whitehead und Henri Bergson auseinander, wobei er stets von seinen eigenen naturwissenschaftlichen Forschungen ausging. Ein Anliegen war dabei, die Ergebnisse der Naturwissenschaften ebenso in den geisteswissenschaftlichen Diskurs einfließen zu lassen wie umgekehrt.
Prigogine verstand seine wissenschaftlichen Ergebnisse als Basis für eine Zusammenarbeit dieser beiden Domänen, da er mit der Theorie der dissipativen Struktur erstmals Geschichtlichkeit und irreversible Ereignisse in die Physik integrieren konnte. Physik als seinsorientiert-statisch auf der einen Seite und Biologie, Geologie und Geisteswissenschaften mit dem Fokus auf Entstehung und Werden auf der anderen markieren für Prigogine nicht länger zwei unterschiedliche Forschungsgebiete, sondern rücken näher zusammen und lassen zunehmend Berührungspunkte erkennen.

### Das Paradox der Zeit
Prigogines philosophisches Interesse galt insbesondere dem Zeitbegriff. Im gemeinsam mit Isabelle Stengers verfassten Buch „Das Paradox der Zeit“ beschrieb er drei Paradoxa, die die Physik bislang nicht lösen konnte, das Zeitparadox, das Quantenparadox und das kosmologische Paradox. Das Buch enthält einen Lösungsvorschlag für das Zeitparadox auf Basis der Thermodynamik irreversibler Prozesse.
In der klassischen Dynamik, über Isaac Newton hinweg und selbst noch bei Albert Einstein ist Zeit immer reversibel verstanden worden. Ebenso spielt es bei keiner physikalischen Beschreibung eine Rolle, wann genau etwas stattfindet. Freier Fall, Impulsübertragungen oder der Doppler-Effekt sind also beispielsweise nicht an bestimmte Zeitpunkte gebunden und jeder dieser beschreibbaren Prozesse kann genauso gut umgekehrt ablaufen. Die Naturgesetze sollten universal gelten, Vergangenheit und Zukunft sind selbst noch in der Relativitätstheorie identisch und können nicht unterschieden werden. Deren lokale Zeit als Zeit des Beobachters ist zwar eine subjektive, aber dennoch eine reversible. Dieser Gedanke der reversiblen Zeit widerspricht jedoch nicht nur unserer Alltagserfahrung, sondern auch unserer Kenntnis der irreversiblen Prozesse im Rahmen anderer Naturwissenschaften wie beispielsweise der Evolution in der Biologie.
Die Physik der Nichtgleichgewichtsprozesse, mit der sich Begriffe wie Selbstorganisation und dissipative Strukturen verbinden, führt den Zeitpfeil ein, also den Begriff der Irreversibilität. Diese spielt eine konstruktive Rolle: Die Entstehung des Lebens wäre ohne sie undenkbar. Gegen Kritiker, die Geschichtlichkeit als bloße Erscheinung bezeichnen, erwidert Prigogine: „wir sind die Kinder des Zeitpfeils, der Evolution, und nicht seine Urheber“.
Schon der Begriff Naturgesetz ist für Prigogine problematisch und hinterfragbar, hilft er doch bei der Frage nach dem Neuen und seiner Entstehung nicht weiter, weil er Ereignisse ausblendet. Natur ist nicht gegeben, sondern entstanden und fortwährendem Wandel unterworfen, ja augenscheinlich, wie Darwins Evolutionstheorie fordert, ist die in ihr stattfindende Entwicklung eine evolutionäre zu höherer Komplexität.
Die Einbindung von Irreversibilität, Ereignissen und Zeitpfeil in die Naturwissenschaft führt zur Umformulierung der Naturgesetze. Prigogine sieht dabei die Dynamik als das klassische Erklärungssystem der Physik. Es war das letzte Ziel der klassischen Wissenschaften, Grundelemente so zu beschreiben, dass der Faktor Zeit ausgeschaltet werden konnte. Dies hatte zur Folge, dass Leben als Ganzes außerhalb der Gesetze der Natur liegt. So muss eine Dynamik, die der Erklärung von Lebensprozessen dienlich ist, ein narratives Element in sich aufnehmen, nämlich die Idee des Ereignisses, das nicht länger Gewissheiten, sondern vielmehr Möglichkeiten zum Thema hat. Die Physik wird hierbei um einen bislang unberücksichtigten Faktor der Geschichtlichkeit erweitert. Die Dynamik als Prototyp deterministischer Wissenschaft muss aufgrund der Existenz instabiler Systeme (worunter die Mehrheit aller dynamischen Systeme fällt) mit probabilistischen Methoden arbeiten. Das Chaos führt zur Einbeziehung des Zeitpfeils in die grundlegende dynamische Beschreibung.
Prigogine unterscheidet hierbei zwei Arten von Chaos:
- Dynamisches Chaos der mikroskopischen Ebene: Dieses hat eine Brechung der zeitlichen Symmetrie zur Folge und ist die Basis für
- Dissipatives Chaos auf der makroskopischen Ebene: Dieses ist der Grund für Phänomene, die vom 2. Hauptsatz der Thermodynamik bestimmt sind: deterministische Annäherung an das Gleichgewicht, dissipative Strukturen und dissipatives Chaos.

Prigogine sieht im dissipativen Chaos eine Schlüsselrolle, „ … [es] ist nämlich ein Mittelding zwischen dem reinen Zufall und der redundanten Ordnung“, und damit die Bedingung zur Entstehung von Information in biologischen Systemen.
Die Lösung des Zeitparadoxons ist nach Prigogine die notwendige Basis zur Lösung der beiden anderen Paradoxa. Das Quantenparadox besteht darin, dass es ein subjektives Element in unsere Beschreibung der Natur einführt, und das Kosmologische Paradox besteht darin, dass es in der Zeitauffassung der Physik keine Ereignisse gibt. So kann der Urknall nicht stattgefunden haben, auch wenn er aus physikalischen Gesetzen folgen würde.

### Der Dialog mit der Natur
In ihrem Buch Dialog mit der Natur diskutieren Prigogine und Stengers die Wandlungen des wissenschaftlichen Zugangs zur Natur von der Antike bis heute. Das Buch erscheint auf den ersten Blick sehr wissenschaftskritisch, stellt jedoch nur jene Ausprägung der modernen Naturwissenschaft in Frage, die sich in Europa seit dem 17. Jahrhundert entwickelt hat. Die moderne Naturwissenschaft ist den Autoren zufolge an einer Grenze angelangt und bedarf der Revision. Den Autoren zufolge bewegte sie sich vor allem auf der mikroskopischen Ebene des Atomismus, in dem sie ihre Ideale der Determiniertheit erfüllt sah – doch damit ging sie fehl.
Die Begründung der modernen Naturwissenschaft (mit Isaac Newton als symbolischem Angelpunkt) führte zu einer Polarisation der Kultur in eine humanistische und eine wissenschaftliche – Prigogine bezeichnet es als das Schisma zwischen Naturwissenschaften und Geisteswissenschaften.
Der Siegeszug der Naturwissenschaften stieß jedoch schon im 19. Jahrhundert auf innere Widersprüche: Das Fouriersche Gesetz als die erste Formulierung eines irreversiblen Prozesses und die sich entwickelnde Evolutionstheorie waren der Beginn der Einsicht in die Unzulänglichkeit und Inkonsistenz moderner Wissenschaft Newtonischer Prägung.
Heute ist bekannt, so Prigogine und Stengers, dass fern vom thermodynamischen Gleichgewicht neue Strukturtypen spontan entstehen können – Unordnung und Chaos können sich unter diesen Bedingungen in Ordnung verwandeln und dissipative Strukturen hervorbringen. Diese beschreiben das Spezifische und Einmalige, das in Gleichgewichtsnähe nicht auftreten könnte, hier ist Selbstorganisation verortet, die zu inhomogenen Strukturen führt. Anthropomorph gesprochen: Im Gleichgewicht ist die Materie blind, in gleichgewichtsfernen Zuständen beginnt sie wahrzunehmen. Dissipative Strukturen ziehen eine Entwicklung zu höherer Ordnung nach sich, womit die Evolutionstheorie eine thermodynamische Grundlage erhält.
Die Frage nach der Entstehung des Lebens ist auf Basis dieser Perspektive nicht mehr so fern von den Grundgesetzen der Physik zu sehen. Prigogine meint weiter, dass gemeinsam mit dieser Frage mittlerweile traditionell geisteswissenschaftliche Fragestellungen von einem in Zukunft übergeordneten Wissenschaftssystem aus beantwortet werden können, das er ganz allgemein Dialog mit der Natur nennt. Dieser Dialog steht nach Prigogine erst am Anfang und beendet den Dualismus zwischen Physik und Kultur.

### Wirkung und Einfluss Prigogines
Prigogines Theorie der dissipativen Strukturen wurde hauptsächlich in Theorien der Selbstorganisation, der Systemtheorie, der Synergetik und in kybernetischen Arbeiten rezipiert. Fritjof Capra etwa widmet in seinem Buch Lebensnetz ein ganzes Kapitel Prigogine und sieht ihn gemeinsam mit Humberto Maturana und Gregory Bateson als Wegbereiter einer neuen Konzeption des Lebens und lebendiger Vorgänge. Prigogines Arbeiten werden im Rahmen von Studien über Komplexität und Zeitforschung immer wieder diskutiert. In einen sehr breiten und weit über die Physik hinausgehenden Kontext wurde Prigogines Werk bei Erich Jantsch gestellt.
Im Bereich der Zeitphilosophie sieht etwa Mike Sandbothe einen Bezug zwischen Prigogine und Heidegger, weil beide zwischen zwei Zeitebenen unterscheiden, einer universellen und einer irreversiblen, die bei Heidegger als Zeitlichkeit auftritt. Bei allen oberflächlich feststellbaren Gemeinsamkeiten kann diese nicht mit Prigogines irreversibler Zeitlichkeit gleichgesetzt werden.
Bei den mit Humberto Maturanas teilweise in ein Näheverhältnis gestellten Ideen Prigogines zeigen sich wiederum diametral entgegengesetzte Zeitvorstellungen, welche die Legitimation einer Gleichsetzung des von beiden Autoren verwendeten Begriffs der Selbstorganisation fragwürdig erscheinen lassen.

### Ausgewählte Artikel zu Prigogine
- Günter Altner (Hrsg.): Die Welt als offenes System. Eine Kontroverse um das Werk von Ilya Prigogine. Fischer, Frankfurt am Main 1986, ISBN 3-596-24168-5.
- David R. Griffin (Hrsg.): Physics and the Ultimate Significance of Time: Bohm, Prigogine and Process Philosophy. ISBN 0-88706-113-3.
- Mike Sandbothe: Die Verzeitlichung der Zeit bei Prigogine und Heidegger.
- H. Joachim Schlichting: Von der Dissipation zur dissipativen Struktur. (PDF; 1,2 MB).
- R. Balescu: Ilya Prigogine (1917–2003). In: Nature. Band 430, 3. Juli, 2003, S. 30, doi:10.1038/424030a.